# Recht auf Mobilität
Das Recht auf Mobilität bezeichnet die Vorstellung, dass räumliche Mobilität ein Grund- bzw. Menschenrecht darstelle.

## Philosophie
Nach dieser Vorstellung entsteht eine staatliche Verantwortung, die jedem Bürger ein Mindestmaß an Mobilität garantieren muss. Eine juristische Ableitung eines Grundrechts auf Mobilität aus dem Grundgesetz hat Michael Ronellenfitsch versucht.
Unter Berufung auf ein Recht auf Mobilität fordern u. a. Die Linken, Teile der Gewerkschaften und einige  Bürgerinitiativen die Ausweitung ermäßigter Fahrpreise im Öffentlichen Personennahverkehr nach sozialen Kriterien (Sozialtickets).